# Zbraslavský vrch
Zbraslavský vrch je kopec sopečného původu v Rakovnické pahorkatině rozhraní Plzeňského a Karlovarského kraje. Vrchol s výškou 674,6 m n. m. se však nachází v Karlovarském kraji v katastrálním území Zbraslav u Štědré v okrese Karlovy Vary.

## Geologie a geomorfologie
Zbraslavský vrch je nejvyšším bodem geomorfologického okrsku Manětínská kotlina, který je součástí podcelku Manětínská vrchovina v Rakovnické pahorkatině. Z geologického hlediska se jedná o neovulkanický latitový kužel na svorové hrásti, který vznikl jako přívodní kanál magmatu zaniklé sopky. Hornina je na povrchu odkryta několika lomy. V lomu východně pod vrcholem se vyskytují náznaky sloupcové odlučnosti.

## Přístup
Vrch je přístupný odbočkou z červeně značené turistické trasy ze Bezvěrova do Nečtin. Částečně odlesněné svahy a vrchol umožňují výhled k severu.